# Lostwithiel and Fowey Railway
Die Lostwithiel and Fowey Railway war eine britische Eisenbahngesellschaft in Cornwall in England.

## Geschichte
Die Gesellschaft wurde am 30. Juni 1862 gegründet, um eine 6,8 Kilometer lange Bahnstrecke von Lostwithiel nach Carne Point bei Fowey in der Breitspur von 2140 mm zu bauen. Der Bau begann im Juni 1863 und die Fertigstellung war für September 1864 vorgesehen. Die Strecke wurde schließlich am 1. Juni 1869 eröffnet. Haupttransportgut war Kaolinit. In Losthwithiel bestand ein Übergang zur Cornwall Railway. Da der Betrieb der Strecke durch die Cornwall Railway zu teuer war, wurde dieser ab 1870 mit einer eigenen Lokomotive durchgeführt.
Die Gesellschaft versuchte in einem Preiskampf mit der konkurrierenden Cornwall Minerals Railway (CMR) einen Vorteil zu erlangen. Dies misslang und die Gesellschaft stellte am 1. Januar 1880 den Betrieb ein. In der Folgezeit wurde die Strecke an die Cornwall Railway verpachtet, die sie als Abstellgleis nutzte. Die CMR übernahm am 27. Juni 1892 die Strecke, die am 16. September 1895 in Normalspur wiedereröffnet wurde.